# Opelousas
Opelousas är en stad (city) i Saint Landry Parish i delstaten Louisiana i USA. Staden hade 15 786 invånare, på en yta av 25,04 km² (2020). Opelousas är administrativ huvudort (parish seat) i Saint Landry Parish.
Staden fick sitt namn efter indianstammen appalousa som bodde i området före koloniseringen. Opelousas fick stadsrättigheter år 1821.

## Kända personer från Opelousas
- Clifton Chenier, musiker
- Rodney Milburn, friidrottare